# Lake Warden
Lake Warden är en sjö i Australien. Den ligger i delstaten Western Australia, omkring 600 kilometer öster om delstatshuvudstaden Perth. Lake Warden ligger 5 meter över havet. Arean är 6,0 kvadratkilometer. Den sträcker sig 2,9 kilometer i nord-sydlig riktning, och 3,1 kilometer i öst-västlig riktning.
Följande samhällen ligger vid Lake Warden:
- Chadwick (165 invånare)

Runt Lake Warden är det i huvudsak tätbebyggt. Genomsnittlig årsnederbörd är 649 millimeter. Den regnigaste månaden är juli, med i genomsnitt 85 mm nederbörd, och den torraste är februari, med 14 mm nederbörd.